# Cet enfant de salaud
Cet enfant de salaud (That Yellow Bastard) est le quatrième volet de la série de comics Sin City de Frank Miller. Il a été publié en 6 volumes dès février 1996 aux États-Unis par Dark Horse Comics. En France, l'album est publié par Vertige Graphic en janvier 2000, puis par Rackham en octobre 2002.

## Résumé
John Hartigan est un flic du Basin City Police Department, pas comme les autres. Il part bientôt en retraite anticipée, en raison de problèmes cardiaques. Pour sa dernière journée, plutôt que d'attendre tranquillement que le temps passe, il décide de mettre le grappin sur un pervers sexuel qui a enlevé une fillette de 11 ans, Nancy Callahan. Le criminel en question est le fils du sénateur Roark, surnommé « Junior ». Hartigan va alors s'attirer les foudres du sénateur et de tous les policiers corrompus de la ville. Il va fortement mutiler Roark Junior…
Après avoir sauvé la petite Nancy, Hartigan pense qu'il va enfin mourir. Mais le sénateur Roark a d'autres projets. Pour venger son fils, il veut que Hartigan vive, longtemps ! Il soigne alors ses problèmes cardiaques et l'oblige à cacher la vérité…

## Personnages présents
- Agamemnon
- Bob
- Nancy Callahan
- John Hartigan
- Commissaire Liebowitz : Dans la quatrième partie, Liebowitz torture John Hartigan. Il apparaît également dans le septième opus, intitulé L'Enfer en retour. Assez gros dans le comics, Liebowitz, interprété par l'acteur Jude Ciccolella, est de corpulence normale dans le film Sin City.
- Lucille
- Dwight McCarthy
- Sénateur Roark
- Roark Jr
- Shellie

## Prix et récompenses
- 1998 : Prix Eisner du meilleur recueil

## Adaptation cinématographique
Ce quatrième tome est l'une des parties de l'intrigue du film Sin City réalisé en 2005 par Robert Rodriguez et Frank Miller. Bruce Willis incarne John Hartigan, Jessica Alba est Nancy Callahan adulte, Roark Jr est joué par Nick Stahl et le sénateur Roarke est joué par Powers Boothe.
Une scène du film diffère un peu du comic : dans le film, Bob vient chercher Hartigan à sa sortie de prison pour se faire pardonner. Dans le comic, on ne le voit plus après le sauvetage de Nancy enfant.